# Galaxy Express 999

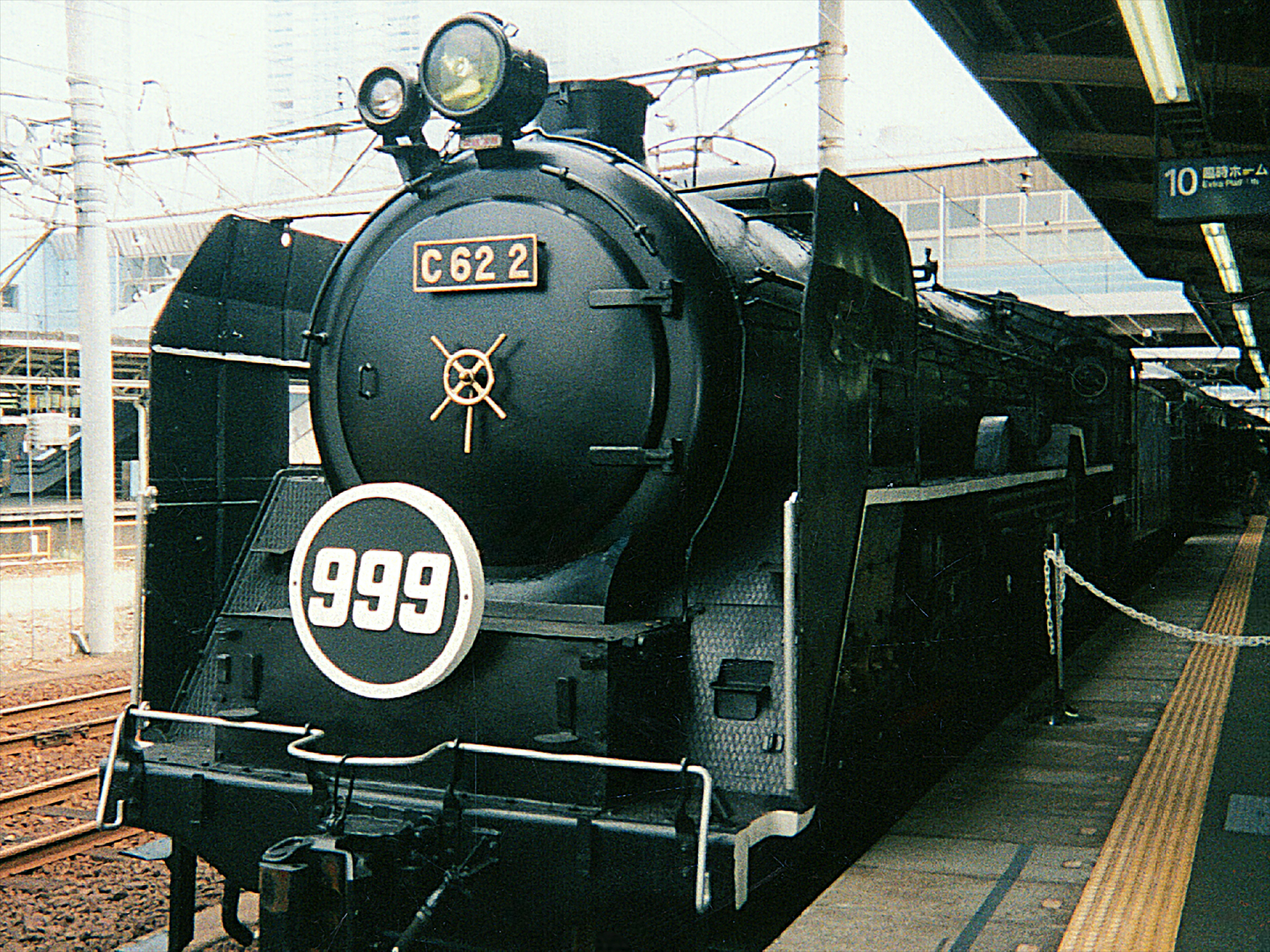
Japanese National Railways Steam locomotive C-62

Galaxy Express 999 (銀河鉄道999 (Ngân hà Thiết đạo 999) Ginga Tetsudō Surī Nain) hay Chuyến tàu Ngân hà 999 là một kiệt tác của Leiji Matsumoto, tác giả có sức ảnh hưởng rất lớn đến thể loại khoa học viễn tưởng trong Manga và Anime, thông qua các tác phẩm Space Pirate Captain Harlock, Space Battleship Yamato và chính Galaxy Express 999 (tạm dịch: Chuyến tàu Ngân hà 999).
Chuyến tàu Ngân hà 999 là một câu chuyện kể sự ngu xuẩn và suy đồi, về ước mơ và hi vọng, về tình thương và sự chân thành của con người. Bối cảnh câu chuyện là một không gian giả tưởng ở tương lai công nghệ cao, khi mà du hành vũ trụ là điều đã đạt được, lúc đó con người nắm được cách chuyển tâm trí và cảm xúc của họ để chuyển vào thân thể cơ khí, từ đó đạt được sự bất tử.
Leiji Matsumoto đặt những nhân vật của mình vào bi kịch để khắc hoạ rõ nét những điều làm nên con người mà trong hoàn cảnh thông thường, chúng ta khó thấy được.
Hoshino Tetsuro (nhân vật chính) khởi hành để tìm cho mình một thân thể cơ khí. Nhưng cái mà cậu có được, lại là một trái tim bác ái và kiên cường. Hành trình xuyên ngân hà qua ngòi bút của tác giả trở thành một hành trình khám phá nhân tính. Một ngọn lửa cháy bỏng giữa vũ trụ mênh mông đến vô cùng.
Đây là một tác phẩm manga kinh điển và cổ điển. Ở chỗ phong cách của tác giả chịu ảnh hưởng bởi bậc thầy Osamu Tezuka cả về nghệ thuật minh hoạ và nội dung mang tính nhân văn sâu sắc. Matsumoto đã lấy cảm hứng để tạo ra Galaxy Express 999 dựa trên ý tưởng về một đoàn tàu hơi nước chạy xuyên qua các vì sao trong cuốn tiểu thuyết Night on the Galactic Railroad by Kenji Miyazawa.

## Tóm tắt nội dung tổng quan
Chuyến tàu Ngân hà 999 (từ giờ xin được gọi ngắn là Chuyến tàu 999) tuy là một tác phẩm khoa học giả tưởng nhưng không hề đặt nặng tính chính xác về mặt khoa học, hay dự báo về tương lai tiềm ẩn nhiều mâu thuẫn như các tác phẩm khác. Hai nhân vật chính của tác phẩm không phải hai nhà thám hiểm vũ trụ, mà ngược lại, họ chỉ là du khách của những trạm dừng chân rải rác khắp thiên hà Milk Way. Họ cũng không phải là những người từ ban đầu đã mang trong mình một lí tưởng cao đẹp, mà họ chỉ là những người đang theo đuổi những mục đích riêng.
Ấy vậy mà câu chuyện của Tetsuro và Maetel (nam chính và nữ chính) vẫn có khả năng lấy đi nước mắt của người xem, khi hành trình xuyên ngân hà của họ cho ta chứng kiến nỗi đau buồn và cô đơn của loài người giữa cái mênh mông vô cùng của vũ trụ. Mỗi điểm dừng chân của chuyến tàu là một hành tinh đầy bi kịch tự tạo bởi con người. Tác giả đã không đưa người xem ra ngoài vũ trụ, mà trái lại, ông đưa chuyến tàu tốc hành xuyên ngân hà chạy thẳng vào tâm hồn của con người, trong đó đầy sự huyễn hoặc và điên rồ, tham lam và ghen tị, ích kỉ và bạc nhược. Và có cả hy vọng và tình thương.
Chuyến tàu kể về hành trình xuyên ngân hà của cậu bé mười tuổi Hoshino Tetsuro đi tìm cho mình một thân thể cơ khí để báo thù cho người mẹ đã bị sát hại trong một cuộc "đi săn" của những con người cơ khí. Trái đất trong thời đại mà Tetsuro sống đã đạt đến một trình độ khoa học vượt trội, cho phép con người có thể hoán đổi thân xác hoàn toàn với một thân thể cơ khí. Những con người cơ khí đó có tuổi thọ vô tận và dần dần thay thế con người sinh học lạc hậu, trong đó có mẹ con cậu bé Tetsuro. Để chống lại lũ người cơ khí đã cướp đi sinh mạng của mẹ mình, Tetsuro quyết tâm biến đổi bản thân thành một con người cơ khí siêu việt giống như chúng. Tham vọng của cậu được tiếp sức bởi một người phụ nữ bí ẩn tên Maetel. Cô cho biết cậu sẽ có cơ hội tìm được một thân thể cơ khí miễn phí tại ngân hà láng giềng Andromeda, miễn là cậu đi cùng cô trên Chuyến tàu 999.
Không ngần ngại, cậu bỏ lại Trái đất sau lưng để theo đuổi tham vọng cơ khí hoá thân thể với sự giúp đỡ của người bạn đồng hành bí ẩn. Tetsuro hoàn toàn tin tưởng Maetel, mặc dù cậu không biết gì về xuất thân hay động cơ của nàng. Có lẽ vì bi kịch diễn ra tại quê nhà là quá lớn, và tham vọng đã che mờ tâm trí của cậu. Thực vậy, Trái đất trong Chuyến tàu 999 đã không còn là nơi mà cậu có thể gọi là nhà, khi mà những người bình thường bị bọn người cơ khí khinh rẻ và kì thị. Vậy thì cậu chỉ có thể ra đi, mang theo hoài bão vào một vũ trụ rộng lớn.
Maetel, trái ngược lại với Tetsuro, lại là một người phụ nữ trưởng thành xinh đẹp, bí hiểm và khó đoán. Nàng có chiếc vé quý hiếm để lên chuyến tàu xuyên ngân hà mỗi năm chỉ ghé qua Trái Đất một lần. Chuyến tàu sẽ đưa hành khách qua vô số hành tinh cho đến chặng cuối là một nơi được đồn đại sẽ cho những người đến đó một thân thể cơ khí miễn phí. Được lên Chuyến tàu 999 là một đặc quyền lớn lao, đủ khả năng khiến cư dân khắp ngân hà Milky Way chém giết lẫn nhau để giành lấy chiếc vé lên tàu.
Độc giả không được biết làm cách nào Maetel có được vé tàu và cũng không biết mục đích của Maetel khi trao cho Tetsuro một đặc quyền lớn lao đến thế. Bí ẩn càng dày thêm, khi Maetel được xem như thượng khách tại những nơi nàng đến. Maetel còn sở hữu khả năng chiến đấu và hồi phục đáng kinh ngạc. Chính nàng là người bảo vệ và dẫn dắt cậu trai trẻ Tetsuro, khi cậu bị cuốn vào những mối nguy hiểm trong suốt hành trình xuyên ngân hà.
Tetsuro và Maetel là hai hình tượng đối lập với nhau một cách quyết liệt. Một cậu bé mười tuổi hiếu kỳ bên cạnh một người phụ nữ đầy bí ẩn. Một cậu trai bần cùng, ít hiểu biết bên cạnh một quý cô kiểu cách. Ngoại hình của hai người cũng đối lập như vậy. Nếu Tetsuro lùn xửn, xấu xí và lười tắm, thì Maetel là một mỹ nhân cao ráo. Dẫu khác biệt đến vậy, Tetsuro và Maetel có một sự đồng cảm và gắn kết sâu sắc. Vai trò của Maetel trong câu truyện là để dẫn dắt cho cậu bé Tetsuro trên bước đường trưởng thành, để sẵn sàng tự quyết định số phận của mình. Về phần mình, Tetsuro qua mỗi thử thách lại thêm phần cứng cỏi, đủ sức mạnh để bảo vệ Maetel và những người mà cậu gặp trên hành trình.
Đón hai người là một đầu máy xe lửa chạy than kiểu cổ, không gợi một chút liên tưởng nào tới một chiếc tàu vũ trụ có khả năng bay xuyên ngân hà. Đoàn tàu số 999 xuyên thẳng qua tầng khí quyển mà không chịu một vệt ma sát nào. Nhờ chi tiết đó, người đọc dễ dàng nhận ra tác giả không nhấn mạnh tính chuẩn xác về mặt khoa học của Chuyến tàu 999. Những câu truyện về con người trong vũ trụ và bi kịch của họ mới là trọng tâm của câu chuyện. Thiên hà Milky Way trong truyện là một thiên hà đã được con người cải tạo và định cư rộng khắp. Tất cả những trạm dừng chân mà Tetsuro và Maetel ghé qua đều có người ở, nhưng đều trên đà thoái trào. Con người trong Chuyến tàu 999 là một giống loài cô đơn và buồn thảm. Việc cơ khí hoá và khai phá vũ trụ đã tước đi nhân tính của họ.
Sự bất tử và địa vị trong xã hội dần dần tước đi những cảm xúc rất đời thường của con người cơ khí, như lòng bác ái và hy vọng. Luật pháp cho phép những người này được tàn sát con người máu thịt mà họ cho là hạ đẳng. Dần dần, tâm hồn của con người cơ khí cũng chai sạn và vô cảm như chính cơ thể kim loại của họ.
Bi kịch đó lặp lại trên khắp thiên hà, khi những con người cơ khí dần đánh mất niềm tin và hy vọng sống. Như trong câu truyện diễn ra trên Sao Hoả, khi cư dân của nó chỉ tồn tại trong sự mục ruỗng. Họ chờ đợi những cơn gió và bụi đỏ của Sao Hoả vùi lấp bản thân mình trong quên lãng. Cư dân của những nơi khác thì bị môi trường sống hành hạ và biến đổi thành những kiểu người dị hợm và kỳ quặc.
Mỗi câu chuyện của Chuyến tàu 999 kể về một bi kịch của con người. Đó có thể là người mẹ mất con vì chiến tranh, hay là một cư dân đau xót nhìn hành tinh quê hương bị khai thác đến cạn kiệt, hay một mỹ nhân cố gắng trong vô vọng để níu kéo tuổi xuân. Mỗi câu chuyện diễn ra trên một tinh cầu xa xôi nằm trong trí tưởng tượng của tác giả, nhưng lại có sức mạnh khơi gợi sự cảm thông nơi người đọc. Bởi lẽ, tác giả Matsumoto đã không kể một câu chuyện về những vì sao. Ông kể câu chuyện của những con người sống giữa những vì sao. Câu chuyện của họ cũng là câu chuyện của chúng ta, nhiều cay đắng và bĩ cực, nhưng vẫn có những giờ phút tươi đẹp và những điều đáng quý. Trong những bi kịch của Chuyến tàu 999 ta thấy sức sống bền bĩ của loài người trước những thử thách ghê gớm của vũ trụ. Thậm chí trong cái cách mà họ liều mình để giành lấy chiếc vé của Tetsuro và Maetel.
Bên cạnh đó, tác giả còn vẽ nên một bức tranh về tinh thần quả cảm và lòng bác ái trong một vũ trụ nghiệt ngã. Có những nhân vật chỉ xuất hiện một lần nhưng đã gây cho mình một ấn tượng sâu sắc, như cô bé người thủy tinh ở Chapter 3: dù có một số phận buồn tủi nhưng khi thảm hoạ ập đến, cô sẵn sàng hy sinh bản thân để bảo vệ Tetsuro, chỉ để lại cho cậu một viên pha lê hình giọt lệ. Thật vậy, trên đời có những người có thể hy sinh tính mạng cho người khác, chỉ mong ký ức về mình là còn lại.

## Tóm tắt nội dung các phiên bản

### Trong Anime TV series và Manga
Một cậu bé mười tuổi nghèo khổ tên là Hoshino Tetsuro khao khát có được một thân thể cơ khí vĩnh cửu, cho cậu khả năng sống mãi mãi và có được sự tự do mà những con người sinh học không có được. Mặc dù các thân thể cơ khí đắt đến không tưởng, nhưng chúng được cho là được tặng miễn phí tại Thiên hà Tiên nữ, điểm kết thúc cho Chuyến tàu 999, một chuyến tàu vũ trụ chỉ đến Trái đất mỗi năm một lần.
Bộ phim bắt đầu với cảnh Tetsuro và mẹ của cậu bé tìm đường đến ga Megalopolis, nơi họ hy vọng sẽ tìm kiếm công việc để mua được vé lên chuyến tàu 999. Tuy nhiên, trên đường đi, Bá tước Mecha và một nhóm "thợ săn người" đã giết mẹ của Tetsuro. Trước khi chết, cô nói với cậu bé rằng hãy tiếp tục cuộc hành trình mà họ đã bắt đầu, và có được một cơ thể máy móc để sống cuộc sống vĩnh cửu mà cô không thể. Tetsuro cố gắng tiến đến gần ga một mình, nhưng cậu nhanh chóng bị khuất phục bởi cái lạnh và những cơn gió khắc nghiệt. Khi không còn chịu được nữa, cậu bé bật khóc xin lỗi mẹ vì đã không thực hiện được ước nguyện của bà và hi vọng rằng trong kiếp sau sẽ được sinh ra như một con người cơ khí.
Tetsuro ngạc nhiên khi thức dậy bên lò sưởi trong phòng của một người phụ nữ xinh đẹp - Maetel - dung nhan tương tự người mẹ đã mất của cậu. Maetel nói với cậu bé rằng nàng đã nghe thấy toàn bộ sự việc bằng một chiếc micrô định hướng tầm xa mà nàng thường xuyên quét quanh khu vực. Maetel đưa cho Tetsuro một tấm vé sử dụng không giới hạn cho chuyến tàu 999 với điều khiện cậu bé sẽ là bạn đồng hành của nàng, Tetsuro đồng ý. Nàng tỏ ra vô ý để cho Tetsuro nhìn thấy một khẩu súng và hướng dẫn cậu đến nơi ở của Bá tước, nói với cậu rằng Bá tước và tay sai của hắn sẽ mất cảnh giác với những trò vui của họ để ăn mừng cuộc săn vừa qua. Tetsuro bất ngờ xông vào và tiêu diệt họ bằng một loạt súng. Bị sự truy đuổi gắt gao của cảnh sát Trái đất, Tetsuro và Maetel chạy trốn khỏi hành tinh trên chuyến tàu 999.
Trên đường đi, Tetsuro phiêu lưu đến nhiều hành tinh kỳ lạ khác nhau và gặp gỡ nhiều loại người, cả con người lẫn người ngoài hành tinh, con người và người máy. Càng ngày, Tetsuro càng nhận ra rằng một thân thể cơ khí không phải là cách để giải quyết những vấn đề của cậu. Trên thực tế, hầu hết những con người cơ khí mà cậu gặp đều hối hận vì quyết định từ bỏ cơ thể sinh học của họ.
Cuối cùng, Tetsuro và Maetel đến được hành tinh Prometheum, điểm dừng cuối cùng của chuyến tàu 999. Cậu bé bị sốc bởi sự tàn nhẫn của những con người cơ khí ở đó và chứng kiến một con người cơ khí tự sát, một sự kiện mà những người khác phản ứng bằng những lời chế nhạo. Cậu hỏi người sắp chết tại sao anh ta muốn kết thúc cuộc sống của mình và nhận được câu trả lời rằng cuộc sống vĩnh cửu trên Prometheum hoàn toàn trống rỗng về niềm vui và mục đích sống. Khi Tetsuro đề cập đến tên của người bạn đồng hành của mình, người đàn ông kinh hoàng và nói với cậu rằng Maetel thực chất là con gái của Nữ hoàng Prometheum, người cai trị tối cao của Đế chế Máy móc, cô ta hoàn toàn không đáng tin cậy. Tetsuro tức giận vì bị dối lừa bấy lâu nay và lao ra đối đầu với Maetel. Maetel lặng thin, nhưng một người nữ khác đã xen vào cuộc trò chuyện của họ và bắt đầu trả lời thay cho Maetel. Tetsuro không còn lòng tin và cậu lạc vào trong cơn giận dữ mù quáng.
Tetsuro không hiểu tại sao bản thân lại bị Maetel phản bội, nhưng nàng có kế hoạch của riêng mình, và tìm cách tiêu diệt nền văn minh cơ khí hóa. Với sự giúp đỡ của cha nàng, Tiến sĩ Ban (chỉ xuất hiện trong phim), người có ý thức nằm trong một mặt dây chuyền nàng đeo quanh cổ, Maetel đã tiêu diệt mẹ nàng và hành tinh. Sau đó, Maetel và Tetsuro quay trở lại ga áp chót trên hành tinh Dơi, nơi Tetsuro nói với Maetel ý định quay trở lại Trái đất và dẫn dắt nó đến một tương lai mới.
Maetel tự hào về Tetsuro vì quyết định từ chối cơ khí hóa của cậu bé, nói với cậu rằng nàng có việc cần giải quyết và cậu nên lên tàu trước. Tuy nhiên, Tetsuro tìm thấy một lá thư từ Maetel nói với cậu rằng đã đến lúc họ phải chia xa. Maetel đã bí mật lên chuyến tàu 777 gần đó, với ý định "dẫn dắt một cậu bé khác đến tương lai của cậu bé đó". Tuy nhiên, vẫn chưa rõ liệu điều này có nghĩa là Đế chế Máy móc vẫn tồn tại ở nơi khác hay không, hay liệu Maetel có dẫn cậu bé đến một "tương lai" nào đó hay không. Bộ truyện kết thúc khi cả hai chuyến tàu khởi hành rời hành tinh Dơi.

### Trong các phiên bản Movie

#### Chuyến tàu Ngân hà 999 - Galaxy Express 999 (1979)
Phim được phát hành năm 1979 với 01 tập phim dài 129 phút. Tập phim dựa trên nội dung tóm lược của phiên bản TV series, Maetel và Tetsuro lên đường đến Đế chế Máy móc, ghé ngang qua 04 hành tinh. Hành tinh Maetel là một thế giới cơ khí hóa, nơi các con người cơ khí được tạo ra.

#### Từ biệt Chuyến tàu Ngân hà 999 - Adieu Galaxy Express 999 (1981)
Phim là phần tiếp theo được phát hành năm 1981 với 01 tập phim dài 135 phút. Adieu Galaxy Express 999 trình bày một cốt truyện mới, diễn ra ba năm sau khi hành tinh Maetel bị hủy diệt. Đế chế Máy móc giờ đây thậm chí còn có nhiều đe doạ hơn đối với Thiên hà. Có tin đồn về việc Maetel trở thành Nữ hoàng mới của nó. Tetsuro, bây giờ là một chiến binh tự do, bất ngờ khi một người đưa tin mang đến cho anh tin tức rằng chuyến tàu 999 đang trở lại và Maetel muốn cậu lên tàu. Tetsuro trong nhanh chóng tìm đường đến chuyến tàu 999 và rời Trái đất, giờ đây đang là một chiến trường.
Tetsuro lên tàu, nhận ra rằng Maetel không có mặt tại đây. Cậu gặp Metalmena, một người phụ nữ cơ khí thay cho cô phục vụ Claire. Trên đường đi, một chuyến tàu ma bí ẩn đã đi khắp vũ trụ và suýt đâm vào chuyến tàu 999. Khi đến hành tinh La Metal, nơi được cho là nơi sinh của Prometheum và Maetel. Tại đây Tetsuro làm bạn với một cậu thiếu niên giống mèo tên là Meowdar. Trong khi khám phá tàn tích của một lâu đài cổ, Tetsuro phát hiện ra bức chân dung của một nữ hoàng xinh đẹp, tóc vàng, trông rất giống Maetel, là nữ hoàng Prometheum của La Metal. Sau đó chuyến tàu 999 đến giờ rời ga, Maetel cuối cùng cũng xuất hiện.
Sau khi rời khỏi hành tinh La Metal, chuyến tàu 999 bị buộc phải cập bến tại một nhà ga khác, nơi Tetsuro gặp một người máy bí ẩn tên là Faust và tấn công hắn. Faust làm cho Tetsuro rơi vào trạng thái hồi tưởng lại cái chết của mẹ cậu. Chuyến tàu 999 tiếp tục đến hành tinh Mosaic, điểm dừng chân áp chót trước khi đến Great Andromeda, thủ đô của Đế chế Máy móc. Tại đây Tetsuro gặp lại Chuyến tàu ma và suýt bị giết.
Cuối cùng chuyến tàu đến được Great Andromeda, nơi Faust gặp lại Tetsuro một lần nữa. Trong lúc đó, Maetel đi xuống trung tâm của hành tinh nơi ý thức của Prometheum vẫn còn tồn tại. Maetel được giao phụ trách Đế chế Máy móc, đúng như những lời đồn đại. Nhưng, một lần nữa, nàng có ý định chấm dứt hoạt động và cố gắng dừng máy móc của Prometheum. Maetel tiết lộ sự thật khủng khiếp cho Tetsuro rằng năng lượng vận hành máy móc được rút cạn từ những con người sống được vận chuyển đến đây bằng Chuyến tàu ma. Tetsuro bị sốc khi tìm thấy người bạn cũ Meowdar của mình giữa một đống xác chết khô héo. Metalmena tỏ ra thờ ơ với cái chết của Meowdar, cho đến khi Tetsuro tiết lộ nguồn gốc năng lượng mà cô đang sử dụng. Khi một đội lính tuần tra đến bắt nhóm, Metalmena tức giận bởi những gì cô được tiết lộ, cô liều mình tấn công và tiêu diệt toán lính.
Khi Maetel quyết định dừng hệ thống của Great Andromeda, Prometheum nói rằng bà ta không thể bị giết chỉ bằng một cái bật-tắc và tất cả cố gắng của mọi người đang làm là vô ích. Cùng lúc đó, một dị vật không gian giống lỗ đen có tên là Siren the Witch tiếp cận Great Andromeda, do bị thu hút bởi nguồn năng lượng dồi dào của hành tinh này, đến để hấp thụ tất cả năng lượng máy móc. Sau cùng, Great Andromeda sụp đổ, chuyến tàu 999 rời đi.
Tetsuro sau đó phải đối mặt với Faust lần cuối. Sau khi thử thách khả năng của Tetsuro, Faust đã tự mình kết liễu bằng cách lao vào Siren the Witch. Trước lúc chết, Faust tiết lộ rằng ông thực sự là cha của Tetsuro (trong manga và phim truyền hình, người ta chưa bao giờ nói rõ về cha của Tetsuro). Chuyến tàu 999 trở lại hành tinh La Metal nơi Maetel và Tetsuro từ biệt nhau "lần cuối cùng".

### Trong các phiên bản OVA và các phiên bản liên quan khác

#### Galaxy Express 999: Eternal Fantasy (1998)
Galaxy Express 999: Eternal Fantasy được phát hành vào năm 1998 với 01 tập phim dài 54 phút. Tập phim này diễn ra một vài năm sau các sự kiện của Adieu Galaxy Express 999, Maetel và Tetsuro hội ngộ cùng nhau giải cứu vũ trụ một lần nữa khỏi một thế lực bóng tối khác. Maetel nói rằng số mệnh nàng và Tetsuro đã gắn chặt cùng nhau. Cuộc hành trình vĩnh cửu vừa họ mới chỉ vừa bắt đầu.
Phim đóng vai trò là mối liên kết giữa loạt phim này và The Galaxy Railways.

#### Maetel Legend
OVA gồm 02 tập phát hành năm 2000, phim là phần tiền truyện đầu tiên của Galaxy Express 999 và giải thích cốt truyện của loạt phim. Maetel, nhân vật chính, là con gái của Nữ hoàng Prometheum của hành tinh La Metal, một hành tinh lang thang và là một trong những nền văn minh đầu tiên đã cơ khí hóa thân thể. Khi Nữ hoàng Promethium lo sợ về sự suy giảm tuổi thọ tự nhiên của người dân trên hành tinh đóng băng của họ (do đã rơi ra khỏi quỹ đạo), bà quyết định cơ khí hóa tất cả để người dân của mình sống sót trong khí hậu khắc nghiệt.
Phim được phát hành trên DVD bởi Central Park Media.

#### Space Symphony Maetel
Tiếp nối Maetel Legend, OVA 13 tập được phát hành năm 2004 này tiết lộ rằng những con người cơ khí mới được tạo ra trên La Metal đã bắt đầu cơ khí hóa thiên hà này đến thiên hà khác, chống lại ý muốn của nhiều người, và cuối cùng tạo ra các cuộc nổi loạn và cách mạng. Maetel được yêu cầu trở lại La Metal để nối nghiệp mẹ nàng, sau đó phát hiện ra nhiều bí mật mà mẹ nàng đã gây ra cho con người. Nàng gặp mặt một cậu trai trẻ tên Nazca có mối hận thù với Prometheum và ghét việc được cơ khí hóa.
Trong loạt phim này, thuyền trưởng Harlock và Emeraldas (chị gái của Maetel) cũng xuất hiện, cùng với Maetel nhằm tiêu diệt Prometheum.
Những dòng thoại cuối cùng tiết lộ rằng đây là phần tiền truyện của bộ phim Galaxy Express 999 năm 1979.

#### Galaxy Railways: Letter From An Abandoned Planet
Loạt OVA này được phát hành từ 30/12/2006 đến 05/01/2007 (trên SKY PerfectTV! tại Nhật Bản). Câu chuyện diễn ra giữa phần 1 và 2 của Galaxy Railways: Crossroad to Eternity và có lẽ là sau các sự kiện của Galaxy Express 999: Eternal Fantasy, Trái đất đã bị hủy diệt. OVA có sự góp mặt của Maetel, Tetsuro,...
Không rõ vì lý do gì, loạt phim này bắt đầu được sản xuất sớm hơn Galaxy Railways: Crossroad to Eternity nhưng lại được phát sóng muộn hơn nhiều.

## Kết thúc
Xét theo trình tự thời gian trong loạt phim thì Galaxy Express 999: Eternal Fantasy (1998) là tập kết thúc của loạt phim nổi tiếng này.
Đó là một kết thúc tốt đẹp, khi mà Tetsuro và Maetel vẫn mãi ở bên nhau, tiếp tục hành trình cùng nhau phiêu lưu vũ trụ.

## Các nhân vật
- Hoshino Tetsuro (星野 鉄郎 Hoshino Tetsurō?)
- Maetel (メーテル Mēteru?)
- Trưởng tàu (車掌 Shashō?)
- Claire (クレア Kurea?)
- Captain Harlock (キャプテンハーロック Kyaputen Hārokku?)
- Emeraldas (エメラルダス Emerarudasu?)
- Antares (アンタレス Antaresu?)
- Count Mecha (機械伯爵 Kikai-hakushaku?)
- Nữ hoàng Prometheum (プロメシューム Puromeshūmu?):

## Lịch sử phát hành
- Manga series đầu tiên, được đăng nhiều kỳ trong Shōnen King (Shōnen Gahosha), 1977–1981
- Manga series mới, được đăng nhiều kỳ trong in Big Gold (Shogakukan), 1996–??
- TV series, 113 tập + 4 TV specials (1978)
- Television specials, Can You Live Like A Warrior (1979), Emeraldes the Eternal Wanderer (1980) and Can You Love Like a Mother (1981)
- Movie, Galaxy Express (1979)
- Featurette, Galaxy Express 999 Glass no Clair – Glass-made Claire (1980)
- Movie, Adieu Galaxy Express 999 Terminus Andromeda – Sayonara Galaxy Express 999 (1981)
- Movie, Galaxy Express 999: Eternal Fantasy (1998)
- TV series, Space Symphony Maetel, 13 tập (2004–2005)

## Diễn viên lồng tiếng
| Character        | Japanese actor (TV series)                            | Japanese actor (film) | English actor (film) | Japanese actor (live action) |
| ---------------- | ----------------------------------------------------- | --------------------- | -------------------- | ---------------------------- |
| Tetsuro Hoshino  | Masako Nozawa                                         | Masako Nozawa         | Saffron Henderson    | Ohshirô Maeda                |
| Maetel           | Masako Ikeda                                          | Masako Ikeda          | Kathleen Barr        | Chiaki Kuriyama              |
| Conductor        | Kaneta Kimotsuki                                      | Kaneta Kimotsuki      | Terry Klassen        |                              |
| Engine Computer  | Kōji Totani (ep. 8, 50~113) Keaton Yamada (ep. 14~45) | Hidekatsu Shibata     | Don Brown            |                              |
| Captain Harlock  | Makio Inoue                                           | Makio Inoue           | Scott McNeil         |                              |
| Emeraldas        | Ikuko Tani                                            | Reiko Tajima          | Nicole Oliver        | Kaname Ouki                  |
| Claire           | Chiyoko Kawashima                                     | Yōko Asagami          | Janyse Jaud          |                              |
| Antares          | Masao Imanishi                                        | Yasuo Hisamatsu       | Don Brown            | Takashi Ukaji                |
| Count Mecha      | Hidekatsu Shibata                                     | Hidekatsu Shibata     | Paul Dobson          | Toshiyuki Someya             |
| (Le)Ryuzu        | Haruko Kitahama (Ryuzu) Kumiko Kaori (Leryuzu)        | Noriko Ohara          | Willow Johnson       |                              |
| Queen Prometheum | Ryōko Kinomiya                                        | Ryōko Kinomiya        | Kathleen Barr        |                              |
| Dr. Ban          | Banjō Ginga                                           | Gorō Naya             | Gerard Plunkett      |                              |
| Kanae Hoshino    | Akiko Tsuboi                                          | Akiko Tsuboi          | Kathleen Barr        |                              |
| Shadow           | Mieko Nobusawa                                        | Toshiko Fujita        | Jane Perry           |                              |
| Tochiro Ōyama    | N/A                                                   | Kei Tomiyama          | John Payne           | Jun Hashimoto                |
| Narrator         | Hitoshi Takagi                                        | Tatsuya Jo            | Don Brown            |                              |

## Danh sách chú thích tham khảo
1. ↑  "Galaxy Express 999 (TV) - Anime News Network".
2. ↑  "Ginga tetsudo Three-Nine (1979) - IMDb".
3. ↑  "Galaxy Express 999 (movie) - Anime News Network".
4. ↑  "Adieu, Galaxy Express 999: Last Stop Andromeda (1981) - IMDb".
5. ↑  "Adieu Galaxy Express 999 (movie) - Anime News Network".
6. ↑  "Galaxy Express 999: Eternal Fantasy Review by Darius Washington". {{Chú thích web}}: line feed character trong |tựa đề= tại ký tự số 43 (trợ giúp)
7. ↑  "IMDb - Galaxy Express 999: Eternal Fantasy".
8. ↑  "Galaxy Express 999: Eternal Fantasy (movie) - Anime News Network".
9. ↑  "Maetel Legend (OAV) - Anime News Network".
10. ↑  "Space Symphony Maetel ~Ginga Tetsudō 999 Gaiden~ (TV) - Anime News Network".
11. ↑  "The Galaxy Railways: A Letter from the Abandoned Planet (OAV) - Anime News Network".